# How Long (canção de Ace)
"How Long" é uma canção do grupo britânico Ace, integrada ao álbum Five-A-Side e lançada em 1975. Chegou ao terceiro lugar nas paradas dos Estados Unidos e do Canadá, e na 20ª posição no UK Singles Chart.

## Desempenho nas tabelas musicais
| Tabela musical (1975)                         | Melhor posição |
| --------------------------------------------- | -------------- |
| Austrália                                     | 63             |
| Canada Top Singles (RPM)                      | 3              |
| Países Baixos (Single Top 100)                | 11             |
| Reino Unido (UK Singles Chart)                | 20             |
| Estados Unidos (Billboard Hot 100)            | 3              |
| Estados Unidos (Billboard Adult Contemporary) | 24             |
| Estados Unidos (Cash Box Top 100)             | 1              |

### Tabelas de fim-de-ano
| Tabela musical (1975)              | Melhor posição |
| ---------------------------------- | -------------- |
| Canadá                             | 42             |
| Estados Unidos (Billboard Hot 100) | 57             |
| Estados Unidos (Cash Box)          | 47             |

## Regravações
Em 1976, Bobby Womack gravou uma versão da canção que integrou o álbum Home Is Where the Heart Is. Em 1977, Barbara Mandrell gravou uma versão country da canção para o álbum Love's Ups and Downs.
Em 1981, Rod Stewart alcançou o top 50 da Billboard Hot 100 com a regravação presente no álbum Tonight I'm Yours.
Em 1989, Barbara Dickson lançou a canção como parte do álbum Coming Alive Again. Em 1993, o grupo britânico de reggae Aswad e o cantor Yazz atingiram o 31º lugar na UK Singles Chart com uma regravação da música.
Em 1996, Paul Carrack incluiu sua própria versão da canção no álbum Blue Views. Em 2013, foi gravada pelos artistas de jazz Jeff Golub e Brian Auger, em seu álbum, Train Keeps A Rolling.